# Nanaimo Airport

i7
i11
i13
Der Nanaimo Airport ist ein internationaler Flughafen auf Vancouver Island, in der kanadischen Provinz British Columbia. Er liegt in der Zeitzone UTC-8 (DST-7). Betreiber des Flughafens ist die Nanaimo Airport Commission.
Da der Platz durch Nav Canada als Airport of Entry klassifiziert ist und dort Beamte der Canada Border Services Agency (CBSA) stationiert sind, ist hier eine Einreise aus dem Ausland möglich.

## Lage
Der Regionalflughafen liegt etwa 13 Kilometer südsüdöstlich von Nanaimo und etwa 9 Kilometer nordnordwestlich von Ladysmith. Südlich des Flughafens verläuft der Trans-Canada Highway (Highway 1).

## Geschichte
1942 wurde das Gelände des heutigen Flughafens von der Royal Canadian Air Force erworben. Diese errichtete hier eine Segelflugschule und betrieb einen Notlandeplatz.
Der Flughafen wurde dann nach dem Zweiten Weltkrieg an die Stadt Nanaimo verpachtet und als ziviler Flughafen betrieben. Der erste Versuch der kanadischen Bundesbehörden, das Gelände an die Stadt oder den Bezirk zu verkaufen, scheiterte. Auf Grund unterbliebener Wartungsarbeiten verfiel der Platz schließlich. Erst 1975 konnte mit Mitteln aus verschiedenen Förderprogrammen eine umfangreiche Sanierung vorgenommen werden. Weitere Ausbauarbeiten in Form der Errichtung von Wartungshallen erfolgten 1985. 1990 wurde ein neues Terminal-Gebäude, verbunden mit den Arbeiten an der Straßenanbindung und der Errichtung eines Parkplatzes, gebaut. 1994 erfolgte der Verkauf des Geländes an die zwischenzeitlich eingerichtete Nanaimo Airport Commission. Das Terminal des Flughafens wurde im Jahr 1999 nach dem in Nanaimo geborenen Jagdflieger aus dem Ersten Weltkrieg Raymond Collishaw benannt.

Flughafen-Layout

## Start- und Landebahn
Navigationshilfen: NDB/DME
- Landebahn 16/34, Länge 2012 m, Breite 45 m, Asphalt.[3]

## Flugverbindungen
Zurzeit bieten folgende Gesellschaften Verbindungen von und nach Nanaimo Airport an:
- Air Canada
- Island Express Air
- Orca Airways (nur Cargo)

## Verkehrsanbindung
An den öffentlichen Personennahverkehr ist der Flughafen durch eine Buslinie des „Regional District of Nanaimo Transit System“ angebunden, welches von BC Transit in Kooperation betrieben wird. Das System bietet u. a. Verbindungen zum Departure Bay Ferry Terminal sowie über regionale Buslinien auch nach Lantzville, Parksville und Qualicum Beach.